# 特雷蒙泽
特雷蒙泽（法語：Trémonzey，法語發音：[tʁemɔ̃zɛ] ⓘ）是法国大東部大區孚日省的一个市镇，属于埃皮纳勒区。

## 地理
特雷蒙泽（47°58'24"N, 6°14'12"E）面积9.07 平方千米，位于法国大東部大區孚日省，该省份为法国东北部内陆省份，北起默兹省和默尔特-摩泽尔省，西接上马恩省，南至上索恩省和贝尔福地区省，东临上莱茵省和下莱茵省。
与特雷蒙泽接壤的市镇（或旧市镇、城区）包括：阿耶维莱尔-利约蒙、勒克莱瑞、丰特努瓦堡、拉沃日莱班。

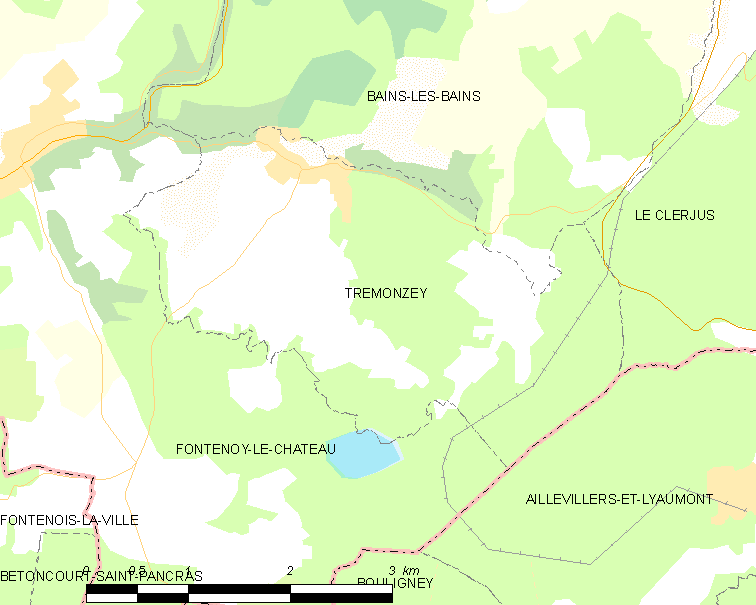
特雷蒙泽的OSM定位图

特雷蒙泽的时区为UTC+01:00、UTC+02:00（夏令时）。

## 行政
特雷蒙泽的邮政编码为88240，INSEE市镇编码为88479。

## 政治
特雷蒙泽所属的省级选区为勒瓦勒达若勒县。

## 人口

1962-2008年间特雷蒙泽人口变化图示

特雷蒙泽于2022年1月1日时的人口数量为235人。